# Samuel Gitler Hammer
Samuel Carlos Gitler Hammer (Cidade do México, 14 de julho de 1933 – 9 de setembro de 2014) foi um matemático mexicano. Foi um especialista em teoria de Yang-Mills, conhecido pelo espectro de Brown–Gitler.